# Zhangbei (cheval)
Pour les articles homonymes, voir Zhangbei.
Le Zhangbei  est une race de chevaux originaire de la région du Hebei en Chine. Issu de croisements entre le cheval mongol et des étalons de race Trait russe, Trait soviétique et Pur-sang, il est destiné aussi bien à la selle qu'à la traction. Avec seulement 68 individus recensés en 2006, la race est presque éteinte.

## Histoire
Le Zhangbei provient de croisements entre des juments locales de type mongol, et des étalons de race Trait russe, Trait soviétique et Pur-sang,.
Il est étudié en 1984 par Piliu Zheng, qui le classe parmi les races de chevaux du Nord de la Chine.

## Description
D'après le guide Delachaux (2014) la taille moyenne est de 1,42 m chez les femelles pour 1,49 m chez les mâles. 
La morphologie dégage une sensation de puissance. La tête, au front large, est surmontée de petites oreilles. L'encolure est fine et musclée. Le poitrail est large. Le dos est long, la croupe inclinée et courte. Les membres sont solides et courts.
La robe est le plus souvent baie ou alezane, et plus rarement noire.
La race Zhangbei est réputée pour son endurance et sa puissance.

## Utilisations
Ces chevaux sont montés ou attelés en fonction des besoins.

## Diffusion de l'élevage
Le Zhangbei est considéré comme une race de chevaux locale à la Chine, ainsi que le précise l'évaluation de la FAO réalisée en 2007, qui n'a par ailleurs pas permis de déterminer de niveau de menace. Plus précisément, il provient des xians de Zhangbei (comme son nom l'indique), de Kangbao et de Shangyi, dans le Hebei. 
L'étude menée par Rupak Khadka de l'université d'Uppsala, pour la FAO (2010), classifie le Zhangbei comme une race locale asiatique dont le niveau de menace est inconnu ; la base de données DAD-IS (2018) ne fournissant par ailleurs aucun relevé de population. En 2006, l'effectif recensé serait de seulement 68 chevaux d'après le guide Delachaux, ce qui fait peser une menace d'extinction rapide.